# Taxitarif

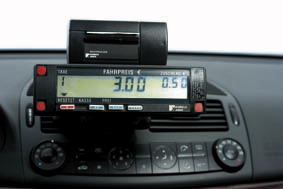
Taxameter

Der Taxitarif ist als Festpreis ein Tarif, der für Taxifahrten vom Fahrgast zu entrichten ist.

## Allgemeines
Taxiunternehmen können in Deutschland ihre Fahrpreise nicht frei bestimmen. Die Taxitarife werden vielmehr von den zuständigen Behörden auf der Grundlage des Personenbeförderungsgesetzes (PBefG) sowie der Verordnung über den Betrieb von Kraftfahrunternehmen im Personenverkehr (BOKraft) festgelegt. Sie gelten für alle Personenbeförderungen innerhalb des kommunalen Zuständigkeitsbereichs. Es gibt (Stand 8/2016) in Deutschland 102 Tarife für Städte, 274 für Landkreise, 3 für Inseln und 19 Kreise mit Sonderstatus.

## Berechnung
Die Berechnung des Fahrpreises wird durch ein Taxameter vorgenommen, das als „Fahrpreisanzeiger“ pflichtgemäß vorhanden sein muss (§ 28 BOKraft). Der Taxitarif beinhaltet eine Grundgebühr, die unabhängig von der folgenden Taxifahrt berechnet wird. Sie kann sich um einen Zuschlag (telefonische Bestellung, Gepäckbeförderung, Tiertransport, Nachtfahrten) erhöhen. Während der Taxifahrt werden variable Gebühren aus der Kombination von Fahrstrecke und verkehrsbedingten Wartezeiten berechnet. Der Taxitarif ist somit ein zweiteiliger Tarif, der die Preiskomponenten Grundgebühr und nutzungsabhängiges Entgelt miteinander kombiniert. Maßgeblich für das Beförderungsentgelt ist der Ort des Einsteigens des ersten Fahrgastes (Beginn der Fahrt). Taxifahren ist in an vielen Orten in Deutschland 2022 erheblich teurer geworden. Auslöser dafür seien laut Bundesverband Taxi die Erhöhung des Mindestlohns zum 1. Oktober und die Preisentwicklung für Kraftstoffe. Die Steigerungen bewegten sich überwiegend zwischen 12 und 20 Prozent.

## Rechtsfragen
Für die Festlegung der Taxitarife ist die Landesregierung zuständig. Sie wird durch § 51 Abs. 1 PBefG ermächtigt, durch Rechtsverordnung Beförderungsentgelte und -bedingungen für den Taxenverkehr festzusetzen. Die Rechtsverordnung kann insbesondere Regelungen vorsehen über Grundgebühren, Kilometerpreise und Zeitpreise, Zuschläge, Vorauszahlungen, Abrechnung, Zahlungsweise und die Zulässigkeit von Sondervereinbarungen für den Pflichtfahrbereich. Taxitarife gelten demnach nur im Pflichtfahrbereich. Für alle Fahrten außerhalb des Pflichtfahrbereiches können die Tarife pauschal ausgehandelt werden.
Die in allen EU-Mitgliedstaaten geltende Richtlinie 2004/22/EG vom 31. März 2004 über Messgeräte (Anhang MI-007) definiert den Fahrpreis als „der für eine Fahrt geschuldete Geldbetrag, der anhand eines festen Grundpreises und/oder der Wegstrecke und/oder der Fahrtdauer ermittelt wird. Der Fahrpreis umfasst keine Zuschläge für besonderen Aufwand. Ein automatischer Tarifwechsel ist zulässig auf der Grundlage der Wegstrecke, der Fahrtdauer, der Tageszeit, des Datums und des Wochentags“.
Die Anzeige des Taxameters gilt als Rechnung (elektronische Rechnung); zum Nachweis kann vom Fahrgast die Ausstellung einer Rechnung in Papierform als Buchungsbeleg verlangt werden.
Für Taxameter gelten gemäß BMF-Schreiben vom 26. November 2010 („Grundsätze zur ordnungsmäßigen Führung und Aufbewahrung von Büchern, Aufzeichnungen und Unterlagen in elektronischer Form sowie zum Datenzugriff, GoBD“) die gleichen Vorschriften wie für elektronische Registrierkassen. Taxameter müssen in Deutschland gemäß § 34 Nr. 1 Mess- und Eichverordnung vom Eichamt jedes Jahr überprüft und geeicht werden.

## International
In Österreich und der Schweiz werden Taxitarife ebenfalls auf Ortsebene festgesetzt und bestehen aus zwei Preiskomponenten, einem festen Grundtarif und einem streckenabhängigen Tarif.
In den Industriestaaten sind die Taxitarife im Hinblick auf Grundgebühren und variablem Fahrpreis weitgehend national vereinheitlicht, Taxameter sind meist digitalisiert. Teilweise erhebliche Unterschiede gibt es dagegen beim Preisniveau. In den Entwicklungs- und Schwellenländern sind teilweise Taxameter nicht vorgeschrieben oder beruhen auf einem alten technischen Standard.